# Pece Stadium
Pece Stadium – to wielofunkcyjny stadion w Gulu w Ugandzie. Jest obecnie używany głównie dla meczów piłki nożnej. Swoje mecze rozgrywa na nim drużyna piłkarska Gulu United FC. Stadion może pomieścić 3 000 osób.